# The One Where No One's Ready
"The One Where No One's Ready" es el segundo episodio de la tercera temporada de la serie de televisión estadounidense cómica Friends, que salió al aire en NBC el 26 de septiembre de 1996. La trama se centra en la ansiedad de Ross (David Schwimmer) cuando sus amigos se toman mucho tiempo en alistarse para una función en la noche.
El episodio fue escrito por Ira Ungerleider y dirigido por Gail Mancuso. Fue visto por 26,7 millones de espectadores; el episodio toma lugar sólo en un set y no hay estrellas invitadas, con la excepción de dos breves cameos de voz.

## Trama
Ross (David Schwimmer) llega al apartamento de Mónica para reunir a todos para una función importante en su museo. Él comienza a asustarse cuando nadie está listo, y un desafortunado caso después de otro comienza a suceder.
Joey y Chandler - Después de que Chandler (Matthew Perry) regresa del baño, está consternado al descubrir que Joey (Matt LeBlanc) se sentó en su silla mientras él estaba levantado. Esto causa una discusión entre los dos lo que frustra a Ross. Chandler trata varias tácticas para hacer que Joey se levante, incluyendo insultos, sentarse en el regazo de Joey y agitando su mano adelante de la cara de Joey repetidamente.  En un esfuerzo para mover las cosas, Ross le dice a Chandler que se vaya a preparar, y que cuando él regrese Joey se irá a cambiar y a desocupar la silla. Chandler regresa y Joey se levanta para vestirse, pero Joey toma los almohadones de la silla con él en un intento de enfurecer a Chandler. Joey regresa poco después demandando saber dónde está su ropa interior. Chandler le dice a Joey que él escondió su ropa interior en represalia por haber tomado la silla. Cuando Ross le pregunta a Joey por qué no puede ir con la ropa interior que tiene puesta, Joey revela que no está vistiendo ninguna, pero no puede hacer eso en un traje rentado (como Joey lo dice, "No voy a ir en comando en otro uniforme de hombre"). Joey se va de nuevo y regresa vistiendo todo lo que Chandler tiene y comienza a hacer estocadas en su ropa, que hace que Chandler tenga asco ya que Joey no lleva ropa interior. Ross en algún momento pone orden a la discusión y demanda a Chandler que le dé la ropa interior a Joey y que Joey le de los almohadones a Chandler. Joey luego se viste.
Phoebe - Phoebe (Lisa Kudrow) llega al apartamento de Mónica vestida y lista para irse, para deleite de Ross. Desafortunadamente, durante el argumento de Joey y Chandler, Joey accidentalmente lanza hummus al vestido de Phoebe. Ella trata de preguntarle a Monica cómo sacar el hummus, pero Monica está muy distraída con sus propios problemas. Rachel trata de encontrarle algo a Phoebe para que vista, pero no tienen éxito. Phoebe finalmente encuentra una cinta de gran tamaño de Navidad en la habitación de Rachel y se lo lleva para cubrir la mancha. 
Mónica - Después de llegar a casa, Mónica (Courteney Cox) escucha sus mensajes de su exnovio Richard (un cameo de voz por Tom Selleck). Ella comienza a enloquecerse, preguntándose sí el mensaje es viejo o nuevo, Ross y el grupo tratan de convencerla que es un viejo mensaje, Mónica llama a Richard desde su habitación y le deja un mensaje extraño; cuando ella escucha el mensaje de sí misma se da cuenta de que tan malo es. Ella irrumpe al contestador automático de Richard para borrarlo, y escucha un mensaje de otra mujer. Esperando que sea la hija de Richard, Michelle, Mónica la llama y corta cuando ella escucha el mismo saludo que la mujer del contestador dejó. Mónica está aliviada hasta que Michelle la llama de vuelta.
Mónica deja escapar que ella irrumpió en el contestador de Richard y que ella piensa que Michelle le dirá a su padre sobre ello. Antes de que todos se vayan, Mónica irrumpe de nuevo al contestador de Richard, borrando su mensaje anterior y dejando uno nuevo. Sin embargo, ella accidentalmente coloca su nuevo mensaje extraño como el mensaje de saludo de Richard en el contestador. Ella es empujada por Phoebe de su apartamento, temblando y balbuceando que ella necesita cambiar el mensaje de Richard... o su número, pero ella está "segura" que él probablemente lo hará. 
Rachel - (Ross y Rachel todavía siguen saliendo en este punto de la serie) Cuando Ross llega al apartamento, Rachel (Jennifer Aniston), está casi lista para irse, pero ella no puede decidirse qué ponerse. Ella sigue encontrando razones para no llevar vestidos en particular, lo que de a poco acaba con la paciencia de Ross. En algún momento él se enloquece y le grita enfrente de todos, demandando que elija cualquier vestido así se pueden ir.
Rachel va a su habitación y sale poco después en pijamas y una sudadera, diciendo que ella no irá. Ross se disculpa y le dice que puede hacer para compensárselo, Joey le sugiere que beba un vaso de grasa de pollo de la nevera de Mónica, Rachel se pone de acuerdo. Ross está a punto de beberlo, pero Rachel lo detiene justo cuando el vaso toca sus labios. Ella está incrédula que Ross realmente iba a hacer eso por ella, y se da cuenta de que tanto él la ama. Ella se viste en un tiempo récord y mientras se van, ella también está "en comando".
Todos al final logran irse y llegar a la función a tiempo. En la escena durante los créditos, un profesor se sienta en una silla en su mesa para hablar con Ross, y cuando Chandler regresa él dice que esa era su silla y tiene un argumento con el profesor similar al que tuvo con Joey antes. Chandler responde exigiendo la ropa interior del profesor.

## Producción
El episodio de la serie fue concebido por el productor ejecutivo Kevin S. Bright como una forma de ahorrar dinero para otros episodios por usar un solo set y sin estrellas invitadas. El éxito de este episodio llevó al formato siendo usado al menos una vez por temporada, con episodios como "The One with Monic's Thunder" y "The One On The Last Night" siendo basado sólo alrededor de los seis. Bright cree que éstos episodios fueron algunos de los mejores de la serie. Este también es el único episodio de Friends en tomar lugar en un "tiempo real."

## Recepción
Entertainment Weekly señala que el epsidoio "tiene una gran deuda estilística a Seinfeld", específicamente citando el episodio de 1991 "The Chinese Restaurant", que también se interpreta en tiempo real. Nombra al episodio con un ranting de C y llama a la contestadora "derivado de George Costanza." Los autores de Friends Like Us: The Unofficial Guide to Friends lo llamó "olvidable";"El guion es aburrido y los actores parecen saberlo, con ninguno de ellos tratando particularmente de hacerlo funcionar". Allmovie dijo que "se destaca por la forma que se retrata con realismo con como una inercia de grupo puede atrasarte."
La reacción popular es más positiva; el episodio apareció en uno de la primera región "best of" DVD y fue votado el tercer episodio más popular en NBC en una encuesta del 2004. El uso de la frase de Joey "yendo en comando", que se originó en los Estados Unidos en los campus universitarios en la década de 1970, se hizo popular, especialmente con los medios de comunicación relacionados con el deporte.